# Call Your Friends
Call Your Friends è il decimo album in studio degli Zebrahead. È il primo album con il nuovo chitarrista Dan Palmer dei Death by Stereo. Il precedente chitarrista Greg Bergdorf ha collaborato alla scrittura e registrazione di due canzoni.

## Tracce
1. Sirens – 3:26
2. I'm Just Here for the Free Beer – 3:42
3. With Friends Like These, Who Needs Herpes? – 3:39
4. Call Your Friends – 3:07
5. Murder On the Airwaves – 3:38
6. Public Enemy Number One – 3:30
7. Born to Lose – 2:59
8. Stick 'Em Up Kid! – 3:15
9. Automatic – 2:51
10. Nerd Armor – 2:58
11. Panic In the Streets – 3:46
12. Don't Believe the Hype – 3:35
13. Until the Sun Comes Up – 3:01
14. Last Call – 3:42

Tracce bonus (versione giapponese)
1. Sex, Lies & Audiotape – 3:13
2. Battle of the Bullshit – 3:16
3. Ready Steady Go – 3:18

## Formazione
- Ali Tabatabaee – voce
- Matty Lewis – voce, chitarra ritmica
- Greg Bergdorf – chitarra
- Dan Palmer – chitarra
- Ben Osmundson – basso
- Ed Udhus – batteria
- Cameron Webb – tastiere, produzione